# Shahrestān-e Shāzand
Shahrestān-e Shāzand (persiska: شهرستان شازند, شازند) är en delprovins (shahrestan) i Iran.   Den ligger i provinsen Markazi, i den centrala delen av landet, 280 km sydväst om huvudstaden Teheran.
Delprovinsen hade 117 571 invånare 2016.